# Acrocercops hormista
Acrocercops hormista là một loài bướm đêm thuộc họ Gracillariidae. Nó được tìm thấy ở Ấn Độ (Karnataka, Bihar) và Madagascar.
Ấu trùng ăn Psiadia altissima, Psiadia dodonaeifolia, Cedrela toona và Toona ciliata. Chúng có thể ăn lá nơi chúng làm tổ.